# Heterorrhina kuntzeni
Heterorrhina kuntzeni är en skalbaggsart som beskrevs av Paul Norbert Schürhoff 1933. Heterorrhina kuntzeni ingår i släktet Heterorrhina och familjen Cetoniidae. Inga underarter finns listade i Catalogue of Life.